# ZDF-Hochhaus
Das ZDF-Hochhaus ist das Verwaltungs- und Redaktionsgebäude des Zweiten Deutschen Fernsehens auf dem Mainzer Lerchenberg.
Der Mainzer Architekt Heinz Laubach wurde 1970 mit dem Bau des ZDF-Sendezentrums beauftragt. Er baute zuerst das Redaktions- und Verwaltungsgebäude. Es ist ein 125 Meter langes, 70 Meter hohes und 19 Meter breites Hochhaus mit 14 Stockwerken. Die Bausumme betrug bei der Fertigstellung 1974 rund 178 Millionen Deutsche Mark. Im gleichen Jahr wurde das östlich davon gelegene Kasinogebäude fertiggestellt.

## Baugeschichte

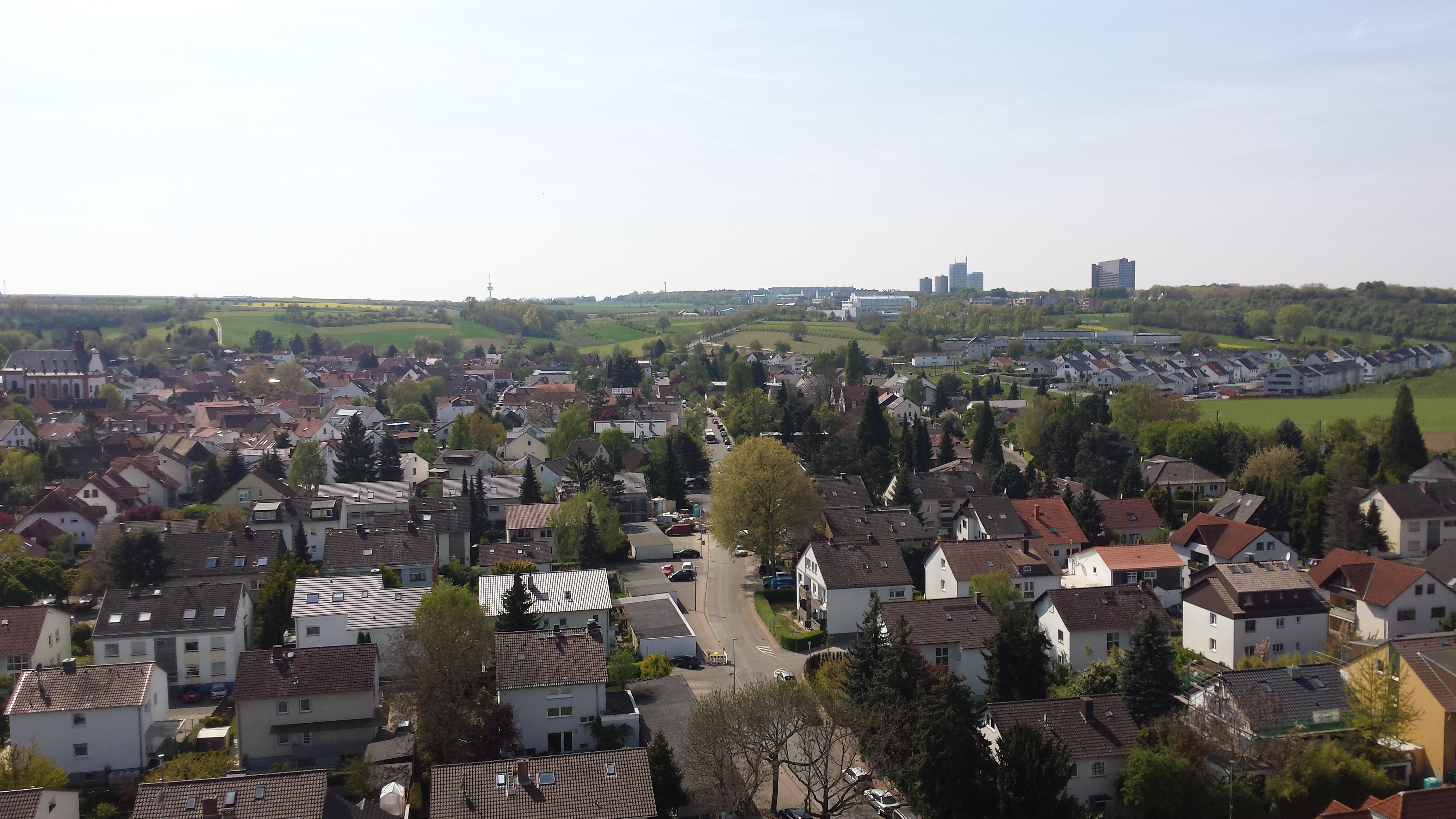
Blick auf das ZDF-Hochhaus und den Lerchenberg aus Mainz-Marienborn

Die Tiefbauarbeiten (Entwässerungskanäle, Straßenbau, Versorgungskanäle) begannen im Juni 1971. Ihre Teilfertigstellung war die Voraussetzung für den Beginn der Hochbauarbeiten. Nachdem der Fernsehrat am 27. August 1971 den Nachtragshaushalt 1971 genehmigt hatte, wurde am 30. August der Auftrag für den Rohbau des Redaktions- und Verwaltungsgebäude erteilt. So konnte Intendant Karl Holzamer am 13. September 1971 den ersten Spatenstich für die Arbeiten an den Hochbauten vornehmen. Am 26. Oktober wurde der Grundstein gelegt. Die Bauzeit dauerte termingerecht 31 Monate. Die Gesamtleitung hatte Fritz Eichler übernommen. Der damalige stellvertretende Leiter der Bundesbaudirektion wurde im Juni 1971 zum Baubeauftragten für das Projekt ZDF-Sendezentrum berufen. Seine Aufgabe: die Wahrnehmung der Bauherrenrechte und -pflichten des ZDF, die Koordinierung und Überwachung aller Bauvorhaben und er dafür zur Verfügung gestellten finanziellen Mittel sowie dafür zu sorgen, dass die festgelegten Planungs-, Bau- und Einrichtungszeiten eingehalten wurden. Das Richtfest des zweiten Bauabschnitts wurde am 6. Dezember 1972 gefeiert.
Nach dem Innenausbau fand die Schlüsselübergabe am 26. März 1974 statt. Das Gebäude hat einen umbauten Raum von 170.000 Kubikmeter und ist als Stahlbetonskelettbau errichtet worden. Dabei wurden 25.000 Kubikmeter Beton mit 3000 Tonnen Baustahl verarbeitet.

## Gebäudeaufbau
Der dreihüftige Bau mit vierzehn Obergeschossen, Erdgeschoss und zwei Untergeschossen hat auf etwa 15.000 m² rund 700 außenliegende Büroräume. Diese sind um einen inneren Kern, der technische Infrastruktur wie Treppenhäuser, Aufzugsschächte, Küchen (Sozialräume), Toiletten und Besprechungsräume enthält, angeordnet. Zusätzlich befinden sich auf den Längsseiten des Hochhauses auf jeder Seite ein äußeres Fluchttreppenhaus. Im Dachgeschoss sind Klimazentrale, Aufzugsmaschinenräume und Trafostationen untergebracht.